# 벨리사리우스
플라비우스 벨리사리우스(Flavius Belisarius, 505년 - 565년)는 동로마 제국의 명장이다. 서양 역사에서 손꼽히는 군사 지휘관으로 사산조 페르시아, 반달 왕국, 고트족, 게르만족을 상대로 제국의 고토를 회복한 전공으로 유명하다.
유스티니아누스 1세 시기에 활동했다.

## 어린 시절
일리리아(현재 유고슬라비아)에서 태어나 젊어서부터 군에 입대했다. 530년 다라의 전투에서 사산 제국의 군대와 싸워 승리했으나 531년 유프라테스강가의 칼리니쿰의 전투에서 완패, 페르시아와 강화를 맺었다. 532년 콘스탄티노폴리스에서 장교가 되었다.

## 군사적 업적

유스티니아누스 1세 황제가 즉위하던 시점의 영토와(붉은색) 그의 재위 기간 중에 확장된 비잔티움 제국의 영토(오렌지색). 벨리사리우스가 많은 기여를 했다

### 반달족과의 전쟁
533년 아프리카로 항해해 레프키스 마그나 근처에 상륙, 당시 반달족이 수도로 하고 있던 카르타고로 향했다. 반달왕국의 왕 겔리메르를 맞은 벨리사리우스의 동로마군은 카르타고에서 10마일 떨어진 곳에서 아드 데키미움의 전투를 벌여 완패했다. 그러나 겔리메르의 조카가 전투에서 죽어 전쟁에 집중하지 못하고 있는 사이 전열을 가다듬은 벨리사리우스는 티카메론의 전투에서 반달군을 격파, 534년 항복하게 만들었다.

### 동고트족과의 전쟁
535년, 유스티니아누스 황제는 나르세스를 동고트 왕국전선에서 해임하고 벨리사리우스를 투입했다. 벨리사리우스는 빠르게 시칠리아를 점령하고 이탈리아 본토로 진격했다. 536년 나폴리와 로마를 수복하고 540년 동고트 수도인 라벤나를 점령했다. 동고트족을 동로마 황제는 믿지 않았지만 벨리사리우스는 괜찮다고 여겨 그에게 왕국 절반을 주었고, 벨리사리우스는 이에 왕관을 받았는데 이것이 황제의 분노를 샀다.
수도로 돌아온 벨리사리우스는 바로 사산조 페르시아 전선에 재투입되었으며, 빼앗긴 시리아를 놓고 페르시아와 한동안 교전을 벌이다가 545년 금 5천 파운드를 전쟁 보상금으로 페르시아에 넘겨주는 대신 페르시아군이 로마령을 5년간 침공하지 않는 것으로 강화협정을 맺었다.
541년 벨리사리우스가 이탈리아로 돌아오자 상황은 달라져 있었다. 그가 옹립한 동고트 왕 일디바드는 암살되었고 토틸라가 왕이 되어 있었으며, 토틸라의 동고트군은 동로마군을 무섭게 몰아내고 있었다. 벨리사리우스는 토틸라에 대해 공세로 들어갔으나, 머지않아 유스티니아누스 황제에 의해 나르세스로 교체되었다.

## 말년
559년 벨리사리우스는 도나우강을 건넌 불가르족 전선에 투입되어 그의 장수로서 경력의 마지막 승리를 거두었다.
562년 벨리사리우스는 콘스탄티노폴리스에서 횡령 혐의로 고소되어 징역이 선고되었으나, 현대 연구자들에 따르면 프로코피우스가 꾸며낸 모함이었다. 황제는 곧 벨리사리우스를 풀어주었다.
565년 벨리사리우스와 유스티니아누스 황제가 모두 세상을 떠났다.

## 같이 보기
- 아스파르
- 타기나이의 전투
- 유스티니아누스 왕조 치하의 동로마 제국
- 레오 왕조 치하의 동로마 제국
- 스틸리코
- 테이아 (동고트 왕국)
- 테오도리쿠스 대왕

1. ↑  Whitby, L. M. (2015년 12월 22일). “Belisarius, c. 500–565 CE”. Oxford University Press.
2. ↑  J. P. Karras (2009). “<i>Belisarius, The Last Roman General</i> (review)”. 《The Journal of Military History》 73 (4): 1303–1305. doi:10.1353/jmh.0.0377. ISSN 1543-7795.